# 가사이촌 (지바현)
가사이촌(香西村)은 지바현 가토리군에 일찍이던 촌이다. 

## 지리
- 현재 가토리시의 서부, 구 사와라시의 남부에 위치한다.
- 촌 지역은 고원과 평지가 뒤섞인 골짜기가 많은 지형이다.

## 역사
- 1889년 4월 1일 - 정촌제 시행에 수반해 가토리군 아네이촌이 성립하였다.
- 1890년 5월 23일 - 아네이촌이 가사이촌으로 개칭되었다.
- 1951년 3월 15일 - 사와라정, 가토리정, 히가시오토촌과 합병해 사와라시를 신설해, 동일 가사이촌은 폐지되었다.
- 2006년 3월 27일 - 사와라시가 구리모토 정, 오미가와 정, 야마다 정과 합병해 가토리시를 신설하였다.

## 인구
| 1891년 | 3,287 |
| 1920년 | 3,504 |
| 1935년 | 3,863 |
| 1940년 | 4,070 |
| 1951년 | 5,922 |

## 교통

### 도로
- 사와라 가도 （ →국도 51호선)

## 참고문헌
- 角川日本地名大辞典編纂委員会『角川日本地名大辞典 12 千葉県』、角川書店、1984年 ISBN 4040011201